# Bus-la-Mésière
Bus-la-Mésière è un comune francese di 150 abitanti situato nel dipartimento della Somme nella regione dell'Alta Francia.

## Società

### Evoluzione demografica
Abitanti censiti